# 艾登·波拉特彻
艾登·波拉特彻（土耳其語：Aydın Polatçı，1977年5月15日—），土耳其男子摔跤运动员。他曾代表土耳其参加2000年、2004年和2008年夏季奥林匹克运动会摔跤比赛，其中2004年奥运会获得一枚铜牌。